# 十津川警部夫人の旅情殺人推理
『十津川警部夫人の旅情殺人推理』（とつかわけいぶふじんのりょじょうさつじんすいり）は、2003年から2005年までフジテレビ系「金曜エンタテイメント」で放送されたテレビドラマシリーズ。全3回。西村京太郎の推理小説十津川警部シリーズのスピンオフ「十津川直子の事件簿」が原作。主演は萬田久子。
主人公の十津川直子は、警視庁捜査一課所属の警部である十津川省三の妻である。

## キャスト

### 主人公と家族
十津川直子
演 - 萬田久子
インテリアデザイナー。第2作は飛騨高山へ夫婦旅行の予定だったが、十津川に急遽仕事が入ったため父・栄太郎との旅になる。
十津川省三
演 - （若き日：檜尾健太〈第1作〉）
警視庁捜査一課の警部。直子の夫。第3作は福岡へ出張。
西山栄太郎
演 - 藤岡琢也（第1作・第2作）
石神井公園東警察署の元刑事。直子の父。

### 割烹「ゆうこ」
花園裕子
演 - 山村紅葉
女将。直子の親友。
足立(板前)
演 - 豊田博臣 - 第1作
小山浩平
演 - 石丸謙二郎
経歴：石神井公園東警察署（第1作・第2作）
→ 割烹「ゆうこ」（第3作）
西山栄太郎の後輩刑事。第3作は刑事を辞め板前に転職する。

### 警視庁捜査一課 十津川班
日下
演 - 高野浩幸（第3作）
警視庁捜査一課の刑事。十津川省三の部下。
亀井定夫
演 - 地井武男（第3作）
警視庁捜査一課の刑事。十津川省三の相棒。殺害された中条修の事件を担当。

### ゲスト
第1作「断崖から転落死する…死の予告を受け南紀白浜に消えた女に隠された罪と罠 名刑事十津川の義父と妻直子の推理」（2003年）
- 小野和子（小野の妻・十津川直子のボランティア仲間） - 大谷直子
- 小野実行（政治評論家・女子大助教授） - 鹿内孝
- 島崎功一郎（小野の顧問弁護士） - 潮哲也
- 竹子（東伊豆の旅館女将） - 山田スミ子
- 広田ユカ（翔永建設社員・インテリアスクールの生徒・偽名「有田みどり」） - 川越美和
- 木島多恵（翔永建設社員・インテリアスクールの生徒） - 粟田麗
- 吉田（白浜警察署 刑事） - 赤坂泰彦
- 久保田誠（多恵の父） - 沼田爆
- 近藤真一（元区役所職員・引ったくり犯） - 宝井誠明
- 岡本（弁護士） - 伊達直斗
- 松原さとみ（翔永建設社員・ユカの友人） - 宮前真樹
- （ユカの父） - 原哲男

第2作（2004年）
- 山岡晴香（山岡の妻・十津川直子が旅先で知り合った女性） - 渡辺梓
- 大川広志（高山ラーメン店「大川」店主） - 池田政典
- 紺野夏美（飛騨中華「山岡」従業員） - 西本はるか
- 三田 - 小沢象
- 加藤（コック） - ガダルカナル・タカ
- 田中（住職・十津川省三の知り合い） - 山崎満
- 吉井昌江（晴香の母・飛騨中華料理店「吉井」女将） - 上村香子
- 吉井壮一（晴香の父・3年前転落死） - 大出俊
- 旅行主婦 - 鈴木まな美
- 山岡茂（飛騨中華「山岡」店主） - 勝村政信
- お宮の松

第3作（2005年）
- 合田可奈子（徹と明江の娘） - 大路恵美
- 合田琢（徹の実弟） - 保積ぺぺ
- 中条修（中条探偵事務所 所長） - 四方堂亘
- 合田徹（合田精機 社長） - 石山輝夫
- 合田明江（徹の妻） - 千葉裕子
- 舞子（合田精機 事務員） - 岩本千春
- 木村（山形県警酒田警察署刑事課 刑事） - 朝倉伸二
- 進藤 - せんだみつお
- 平野（合田精機 専務） - 加藤善博
- 河原翔太（見習） - 植栗芳樹

## スタッフ
- 原作 - 西村京太郎
- 企画 - 荒井昭博（フジテレビ）、熊谷剛（フジテレビ）
- 脚本 - 石原武龍
- 監督 - 佐藤健光、山本厚、児玉宜久
- プロデューサー - 工藤英博（PDS）、山根さおり（PDS / 第1作）、伊賀宣子（PDS / 第2作・第3作）
- 制作 - フジテレビ、PDS

## 放送日程
| 話数 | 放送日        | サブタイトル                                                                                          | 原作                                          | 脚本     | 監督     | 視聴率 |
| ---- | ------------- | --- | --------------------------------------------- | -------- | -------- | ------ |
| 1    | 2003年5月30日 | 断崖から転落死する… 死の予告を受け南紀白浜に消えた女に隠された罪と罠 名刑事十津川の義父と妻直子の推理 | 「南紀白浜殺人事件」                          | 石原武龍 | 佐藤健光 |        |
| 2    | 2004年6月18日 | | 「特急ひだ3号殺人事件」                       | 石原武龍 | 山本厚   | 14.7%  |
| 3    | 2005年3月25日 | | 「最上川殺人事件」 （「石狩川殺人事件」所収） | 石原武龍 | 児玉宜久 |        |